# Nikoli
Nikoli és una editorial japonesa especialitzada en jocs de lògica i trencaclosques. El nom també fa referència a una revista llançada trimestralment per la mateixa editorial a Tòquio. Nikoli es va fundar el 1980 i va guanyar reconeixement a tot el món amb la popularitat del sudoku, el qual va arribar a esdevenir el problema lògic més popular al Japó. La revista ha inventat diversos gèneres nous de trencaclosques i ha introduït diversos jocs nous al Japó.

## Trencaclosques de Nikoli

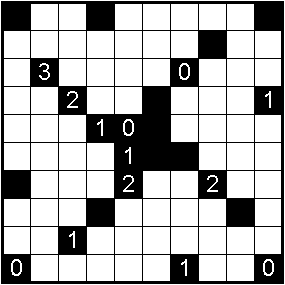
Akari moderadament difícil

Exemple de Gokigen Naname resolt.

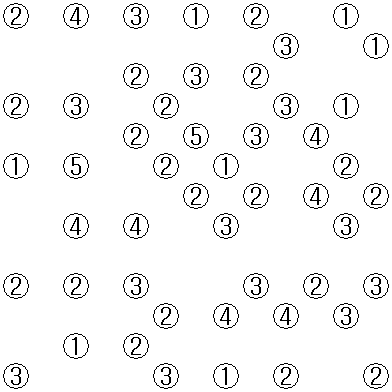
Hashiwokakero moderadament difícil

Hitori

Kuromasu moderadament difícil

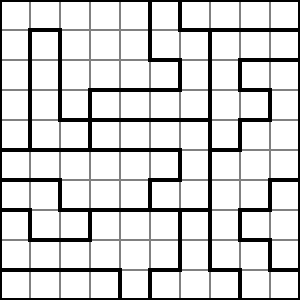
LITS moderadament difícil

Masyu

Exemple de nonograma complet on la imatge oculta era la lletra W.

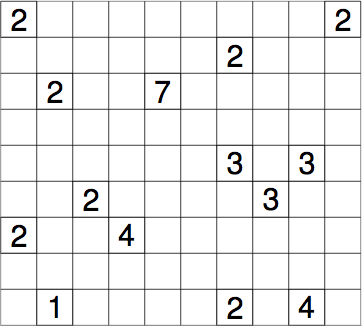
Nurikabe moderadament difícil

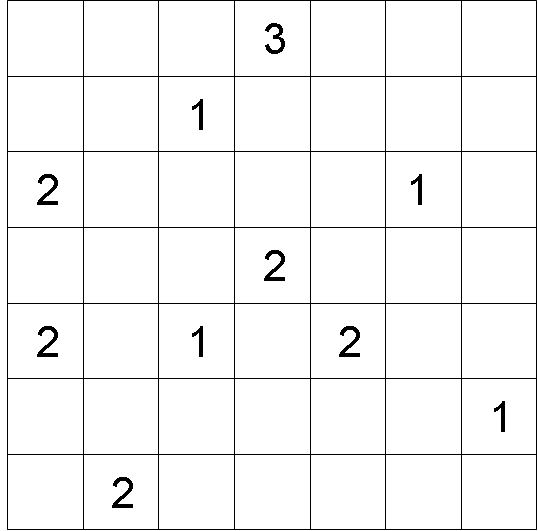
Mochikoro

Shakashaka

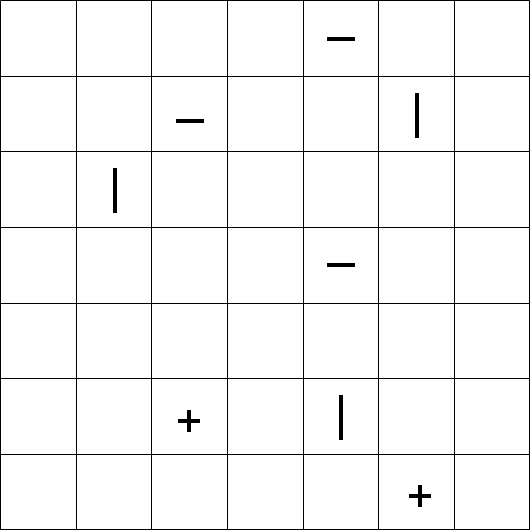
Tatamibari

A continuació s'inclou una llista d'alguns dels trencaclosques més populars de Nikoli.

### Akari
Akari, també conegut com a Bijutsukan o Light Up, consisteix en una graella rectangular amb cel·les blanques i negres. El jugador col·loca bombetes a les cel·les blanques fins que s'encengui tota la graella, de manera que dues bombetes no es vegin entre elles. Una bombeta envia raigs de llum horitzontalment i verticalment, il·luminant tota la seva fila i columna a menys que la seva llum estigui bloquejada per una cel·la negra. Una cel·la negra pot tenir un número del 0 al 4, que indica quantes bombetes s'han de col·locar adjacents als seus quatre costats.

### Corral
Corral, també anomenat Bag o Cave, consisteix en una graella rectangular on algunes cel·les contenen números. L'objectiu és dibuixar un bucle continu al llarg de les línies de la quadrícula que encapsuli tots els nombres de la graella. Cada nombre denota la suma de les cel·les visibles a cada direcció ortogonal fins a arribar a la línia del bucle, incloent-la ella mateixa.

### Country Road
Country Road consisteix en una graella rectangular dividida en regions de diferents formes i mides, i on algunes cel·les contenen números. L'objectiu és dibuixar un bucle continu al llarg de la graella unint els centres de les cel·les ortogonalment. El bucle passa per cadascuna de les regions només una vegada, de manera que dues cel·les veïnes en àrees diferents no poden ser utilitzades pel bucle. Els números de la graella indiquen quantes cel·les travessa el bucle en aquella regió.

### Fillomino
Fillomino consisteix en una graella rectangular on algunes cel·les contenen números. L'objectiu és dividir la graella en poliòminos (dibuixant-ne els límits) de manera que cada dígit N de la graella es troba dins d'una regió de mida N. A més, dues regions de la mateixa mida no es poden tocar ortogonalment.

### Gokigen Naname
Gokigen Naname consisteix una graella on nombres encerclats es troben a alguns dels vèrtexs. L'objectiu és dibuixar una línia diagonal a cada cel·la de la graella, de manera que el nombre indicat indiqui el nombre de línies que toquen aquell vèrtex. A més, les línies no poden formar bucles tancats.

### Hakyuu
Hakyuu, també anomenat Ripple Effect, consisteix en una graella rectangular dividida en poliòminos. L'objectiu és col·locar un número a cada cel·la de manera que cada poliòmino de mida N conté els dígits de 1 a N. Si dos dígits idèntics X apareixen a la mateixa fila o columna, han de tenir almenys X cel·les entremig.

### Hashiwokakero
Hashiwokakero, o simplement Hashi, es juga a una graella rectangular, tot i que la graella no s'acostuma a dibuixar. Algunes cel·les contenen nombres encerclats de l'1 al 8 inclosos, que reben el nom de 'illes'. La resta de cel·les estan buides. L'objectiu del joc és connectar totes les illes dibuixant una sèrie de ponts entre elles, de manera que queden interconnectades per aquests. El nombre de l'illa correspon al nombre de ponts que té, i en cada direcció pot tenir un màxim de dos ponts.

### Heyawake
Heyawake consisteix en una graella rectangular dividida en regions rectangulars de diferents mides, algunes de les quals contenen un nombre. L'objectiu del trencaclosques és determinar per a cada cel·la si s'ha de pintar o deixar en blanc. Les cel·les pintades no es poden tocar ortogonalment, totes les cel·les blanques han d'estar interconnectades. A més, quan està indicat, el nombre correspon a quantes cel·les pintades hi ha en aquella regió. Finalment, una línia recta de cel·les blanques no pot connectar tres o més regions.

### Hiroimono
Hiroimono, també conegut com a Goishi Hiroi, consisteix en cercles a una graella que representen pedres o dames i estan en un patró establert. El jugador ha de retirar totes les pedres d'una en una.
Després de la primera, cada pedra que s'elimini s'ha de treure de la següent posició ocupada al llarg d'una línia vertical o horitzontal de la pedra prèviament eliminada, avançant en la mateixa direcció o bé girant 90°.
En la versió en paper de Nikoki s'omple cada cercle amb el nombre que correspon a l'ordre en el que s'han retirat.

### Hitori
Hitori consisteix en una graella on inicialment cada cel·la conté un número. Algunes d'aquestes cel·les s'han d'eliminar, pintant-les en negre. L'objectiu és que en cada fila i columna no hi hagi dígits repetits. Les cel·les negres no es poden tocar ortogonalment, i totes les cel·les blanques han d'estar interconnectades.

### Kakuro
Kakuro consisteix en una zona de joc de cel·les plenes i buides semblant a un encreuat. Algunes cel·les negres contenen una barra diagonal de la part superior esquerra a la inferior dreta amb els números. Un número a l'extrem superior dret es relaciona amb una pista transversal i un a la part inferior esquerra amb una pista vertical. L'objectiu és inserir dígits de l'1 al 9 a les cel·les blanques per sumar la pista associada sense duplicar cap dígit en una entrada.

### KenKen
KenKen consisteix en una graella quadrada (NxN) on cada fila i cada columna ha de contenir els nombres 1 a N, de forma similar a un quadrat llatí. A més, la graella està dividida en gàbies, i les cel·les dins d'aquella gàbia han de complir conjuntament una equació indicada per aquella gàbia. A més, la gàbia no pot tenir repetits.

### Kin-Kon-Kan
Kin-Kon-Kan consisteix en una quadrícula rectangular dividida en regions. L'objectiu és omplir algunes cel·les amb línies diagonals que simbolitzen miralls. Cada regió conté un mirall. Els parells lletra-número a les vores de la quadrícula es poden connectar mitjançant línies rectes ("feixos làser") que reboten el mateix nombre de miralls que el número del parell lletra-número. Tots els miralls han de reflectir almenys un feix làser.

### Kuromasu
Kuromasu consisteix en una graella rectangular on algunes de les cel·les tenen números encerclats. L'objectiu és pintar de negre algunes cel·les ("blocs") de manera que cada número representa el nombre de cel·les blanques que es poden veure ortogonalment des d'aquesta cel·la, inclosa ella mateixa. Les cel·les negres no es poden tocar ortogonalment i les cel·les blanques han d'estar interconnectades.

### LITS
LITS, també conegut com a Nuruomino, consisteix en una graella quadrada, dividida en poliòminos de 4 o més cel·les. L'objectiu és pintar un tetròmino dins de cada poliòmino preimprès de manera que no hi hagi dos tetròminos iguals (incloent rotacions i reflexos) ortogonalment adjacents i que les cel·les pintades formin un Nurikabe vàlid: totes estan interconnectades i no contenen tetròminos 2×2 (quadrats) com a subconjunts.

### Masyu
Masyu es juga en una graella rectangular on algunes cel·les contenen cercles, que poden ser blancs o negres. L'objectiu és dibuixar un únic bucle continu sense intersecció que passi ortogonalment per totes les cel·les encerclades. Els cercles blancs s'han de recórrer sense gir, però el bucle ha de girar a la cel·la anterior i/o següent del seu camí. Els cercles negres s'han de recórrer amb un gir, però les cel·les següent i anterior no poden incloure un gir.

### Nonograma
En un nonograma les cel·les de la graella s'han de pintar o bé deixar en blanc segons números que es troben a un lateral de la quadrícula per revelar una imatge oculta. Els nombres representen per aquella fila o columna quants blocs de cel·les pintades adjacents hi ha i quina és la seva llargària.

### Nurikabe
Nurikabe es juga en una graella rectangular on algunes cel·les contenen números. Algunes cel·les s'han de pintar de negre. Les cel·les blanques connectades ortogonalment formen "illes", en canvi les cel·les negres formen el "mar". L'objectiu és pintar-les de manera que els números es troben a illes de la mida que correspon a aquell valor, cada illa conté exactament un número i hi ha un únic mar que no conté tetròminos 2×2 (quadrats) com a subconjunts.
Mochikoro és una variant del Nurikabe. En aquest cas les illes són rectangulars, estan totes interconnectades diagonalment, i algunes poden no tenir dígits, i les negres ja no han d'estar interconnectades ortogonalment.

### Shakashaka
Shakashaka consisteix en una graella rectangular amb cel·les blanques i negres. L'objectiu és omplir els quadrats blancs d'una quadrícula donada amb un patró de triangles de manera que cada àrea blanca de la quadrícula resultant tingui una forma rectangular. A més, cada quadrat negre de la quadrícula marcat amb un número ha de ser ortogonalment adjacent al nombre especificat de triangles.

### Shikaku
Shikaku consisteix en una graella rectangular on algunes cel·les contenen números. L'objectiu és dividir la graella en rectangles de manera que a cada rectangle hi apareix un número que correspon a la mida del rectangle.

### Slitherlink
Slitherlink es juga en una retícula rectangular de punts. Alguns dels quadrats formats pels punts tenen números al seu interior. L'objectiu és connectar punts adjacents horitzontalment i verticalment de manera que les línies formin un simple bucle sense extrems solts. A més, el nombre dins d'un quadrat representa quants dels seus quatre costats són segments del bucle.

### Sto-stone
Sto-stone consisteix en una graella rectangular dividida en regions algunes de les quals contenen un número. L'objectiu és pintar el nombre de cel·les d'aquella regió d'aquell número. Totes les cel·les pintades dins d'una regió han de ser adjacents, i no poden tocar ortogonalment les d'una altra regió. Les cel·les pintades representen pedres que si caiguessin verticalment com en el joc Tetris, han de cobrir exactament la meitat inferior de la graella.

### Sudoku
Sudoku consisteix en una graella de 9x9 cel·les. L'objectiu és omplir la graella de manera que cada fila, cada columna i cada caixa contingui els números de l'1 al 9. És el trencaclosques més popular de Nikoli.

### Tairupeinto
Tairupento consisteix en una graella rectangular dividida en regions. L'objectiu és pintar algunes cel·les de manera que cada regió estigui completament plena o completament buida. Els números externs indiquen el total de quadrats negres a aquella fila o columna.

### Tatamibari
Tatamibari consisteix en una graella rectangular que conté tres tipus de símbols: creu, barra vertical i barra horitzontal. L'objectiu és dividir la graella en rectangles de manera que cadascun conté un símbol: Si és una creu la regió ha de ser quadrada, si és una barra horitzontal ha de ser més llarga horitzontalment, i si és vertical ha de ser més llarga verticalment.

### Tentai Show
Tentai Show, també conegut com a Galaxies o Astronomical Show, consisteix en una graella rectangular amb punts. L'objectiu és dividir el rectangle en exactament una regió per punt que tingui doble simetria rotacional al voltant del punt.

### Yajilin
Yajilin consisteix en una graella rectangular que conté alguns números associats a petites fletxes. L'objectiu és dibuixar un únic bucle continu sense interseccions que connecti ortogonalment els centres de les cel·les de la quadrícula. El bucle no pot passar per cap cel·la que contingui fletxes. Qualsevol cel·la que no tingui una fletxa i que no formi part del bucle ha d'estar pintada de negre. Les cel·les negres no es toquen ortogonalment. Una cel·la que conté un número i una fletxa representa quantes cel·les negres hi ha a la fila o columna apuntades per la fletxa. També existeix una versió on la graella és dividida en regions i el número associat a cada regió indica el nombre de blocs negres.

### Yajisan-Kazusan
Yajisan-Kazusan, o simplement Yajisan, es juga en una graella rectangular amb una estructura similar al Yajilin. L'objectiu és pintar de negre algunes cel·les de manera que no es toquin ortogonalment i les cel·les blanques estiguin interconnectades. Una cel·la que conté un número i una fletxa representa quantes cel·les negres hi ha a la fila o columna apuntades per la fletxa. Les cel·les blanques amb números són certes, però les cel·les negres amb números poden ser certes o falses.